# Shambhala (montaña rusa)
Shambhala: Expedición al Himalaya es una montaña rusa de acero de tipo hypercoaster localizada en PortAventura Park, Salou y Vilaseca, España. Fabricada por Bolliger & Mabillard, fue la hypercoaster  más alta (78 metros) y rápida (134 km/h) en Europa hasta que Hyperion abrió en Energylandia, Polonia, el 14 de julio de 2018. Red Force, situada en Ferrari Land de PortAventura World, le arrebató el récord de altura en abril de 2017 con una altura de 112 metros. Shambhala debe su nombre y su tematización a la tierra inaccesible del Himalaya: Shambhala. Se anunció al público el 24 de octubre de 2011 y se abrió el 12 de mayo de 2012.

## Historia
A finales de 2010, surgieron rumores de que PortAventura World invertiría en una nueva montaña rusa Bolliger & Mabillard o Dive Coaster. En mayo del 2011, surgieron las especulaciones de que el parque planeaba construir una hypercoaster que pasaría por encima de Dragon Khan. En el verano de ese mismo año, comenzó la limpieza de la tierra en la que iría la atracción. Shambhala se anunció al público el 24 de octubre de 2011; el diseño de la montaña rusa se filtró dos días antes. La última pieza del trayecto se instaló a mediados de abril de 2012 tras un acto de firma y la colocación de las banderas de los países que participaron en el proyecto, además, ese mismo mes, empezaron las pruebas de la atracción. Tras la finalización de estas, el 12 de mayo de 2012 se celebró una ceremonia de corte de cinta antes de abrir al público ese mismo día. Más de trescientos trabajadores de países como Alemania, Francia, Hungría, Polonia, Suiza y Estados Unidos, participaron en la construcción del Shambhala.
En el momento de su apertura, la atracción obtuvo los récords de la hypercoaster más alta, más rápida, y con la caída más larga de Europa, aunque desde entonces los tres récords han sido superados por Hyperion en Energylandia. Estos récords los tenía Silver Star en Europa-Park antes de la apertura de Shambhala.

## Recorrido

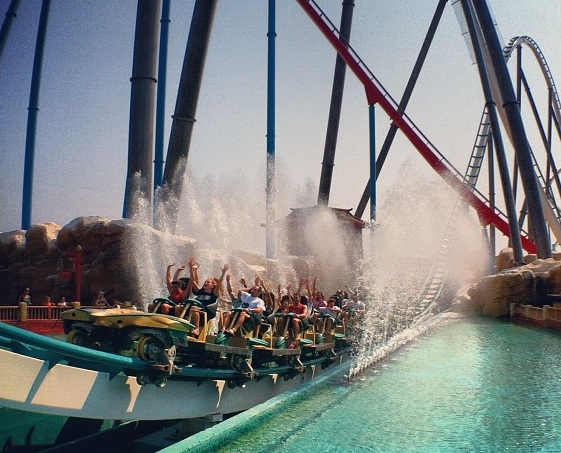
Splashdown de Shambhala.

Después de salir de la estación, el tren realiza un giro de 90 grados hacia la derecha y luego comienza a subir una colina de 76 metros de altura con ayuda de un ascensor de cadena. Una vez el tren llega a la parte superior de la cuesta, este realiza una caída en un ángulo de 77,4 grados, alcanzando  velocidades de hasta 134 kilómetros por hora a medida que pasa por un túnel y pasa a toda velocidad por la bajada de los frenos de mitad de camino de Dragon Khan. Siguiendo con la primera caída, el tren hace un ligero giro a la izquierda hacia el primer de cinco camelbacks antes de volver a realizar una caída y entrar en una hélice en forma de «8» o «&». En el viaje de regreso, el tren pasa por una colina muy pequeña (speed hill, una pequeña cuesta en la que se coge mucha velocidad); al mismo tiempo, pasando por un trim brake (frenos que sirven para reducir la velocidad de un tren cuando excede la velocidad de operación óptima) que no está activado. Inmediatamente después, el tren pasa por el segundo camelback, seguido de un ligero giro a la izquierda hacia la primera caída de Dragon Khan para pasar por unos aspersores. A diferencia de otras montañas rusas con splashdown (Diamondback, SheiKra, etc.), el tren de Shambhala nunca llega a tocar el agua. El splashdown es creado por una serie de chorros de agua que se disparan cuando pasa el tren, de forma que parezca que este las hace este último. Después de esto, el tren vuelve a pasar por un conjunto de camelbacks, y seguidamente pasa por la pista de frenos de mitad de camino. Finalmente, después de hacer un giro inclinado hacia abajo a la izquierda, el tren pasa sobre la última colina antes de entrar en la pista de frenos que conduce directamente a la estación donde abordan los siguientes pasajeros. Un ciclo del viaje dura aproximadamente tres minutos.

## Características

### Vehículos
Shambhala opera con tres trenes de acero y fibra de vidrio. Cada uno cuenta con ocho vagones con dos filas con capacidad para dos pasajeros cada una, lo que da un total de 32 personas por tren; cada asiento tiene su propio arnés de seguridad. Esto permite que la atracción tome a 1680 pasajeros por hora, quienes, al montar en esta, experimentan hasta 3,8 veces la fuerza de la gravedad. Respecto a los colores, la estructura de los trenes es dorada y cian, el arnés también cian, y los asientos negros.

### Vía

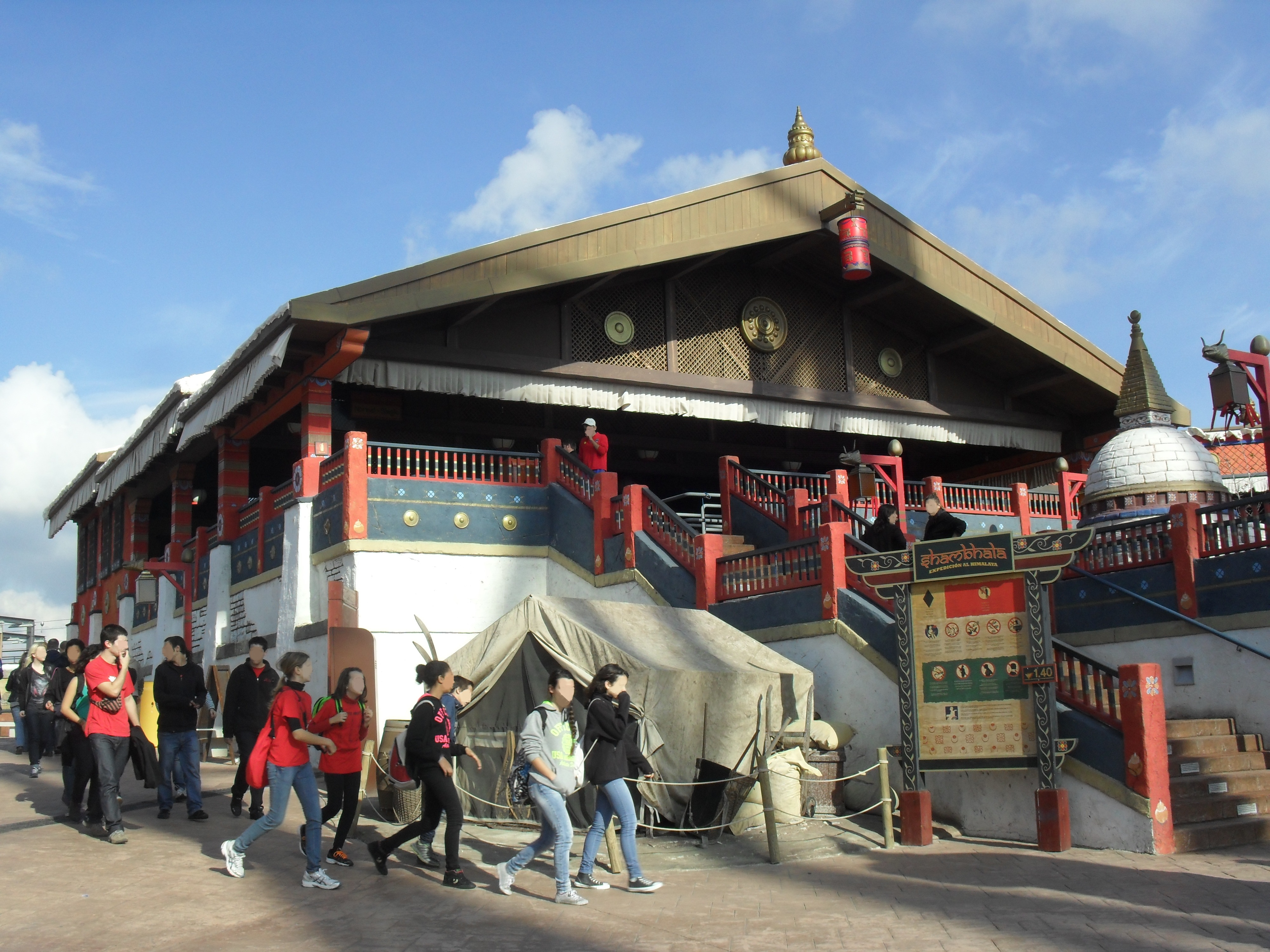
El edificio de la cola de Shambhala.

Los raíles del Shambhala están hechos de acero y miden aproximadamente 1564 metros de longitud, la altura de la colina ascensora es de 76 metros, y cubre un área de aproximadamente 14 000 m². La montaña rusa no tiene inversiones, aunque cuenta con cinco camelbacks, cada una de al menos 20 metros de altura, un splashdown y un elemento en forma de ocho inclinado.
Incluyendo los soportes, el peso total de la atracción es de 1600 toneladas. Se utilizaron 4000 m³ de cemento para los cimientos que sostienen los soportes y algunos tienen una profundidad de hasta 18 metros. Las vías son blancas con rieles verdes mientras que los soportes son grises.

### Temática
Inspirada tanto en las historias de Nikolái Roerich como en el Reino de Bhután, Shambhala debe su nombre y su temática en torno a la historia del supuesto reino perdido (Shambhala) en el Himalaya el cual es imposible acceder y es la fuente de la felicidad. Mientras los invitados caminan por la cola temática y suben al tren, emprenden una expedición para encontrar esta tierra.
La montaña rusa se encuentra en la sección de China en PortAventura Park.

## Recepción
Tras la inauguración de Shambhala, la revista Kirmes & Parks nombró a la montaña rusa como la mejor atracción europea presentada en 2012. Patrick Purcell de Mirror dijo que la montaña rusa estuvo a la altura de sus expectativas y que «también es una de las montañas rusas más suaves que he encontrado». En 2013, Shambhala apareció en la serie de televisión norteamericana Insane Coaster Wars: World Domination de Travel Channel.
La atracción apareció en los Golden Ticket Awards de Amusement Today por primera vez en 2018, ocupando el número 45 en la categoría de las mejores montañas rusas de acero.

## Galería de fotos

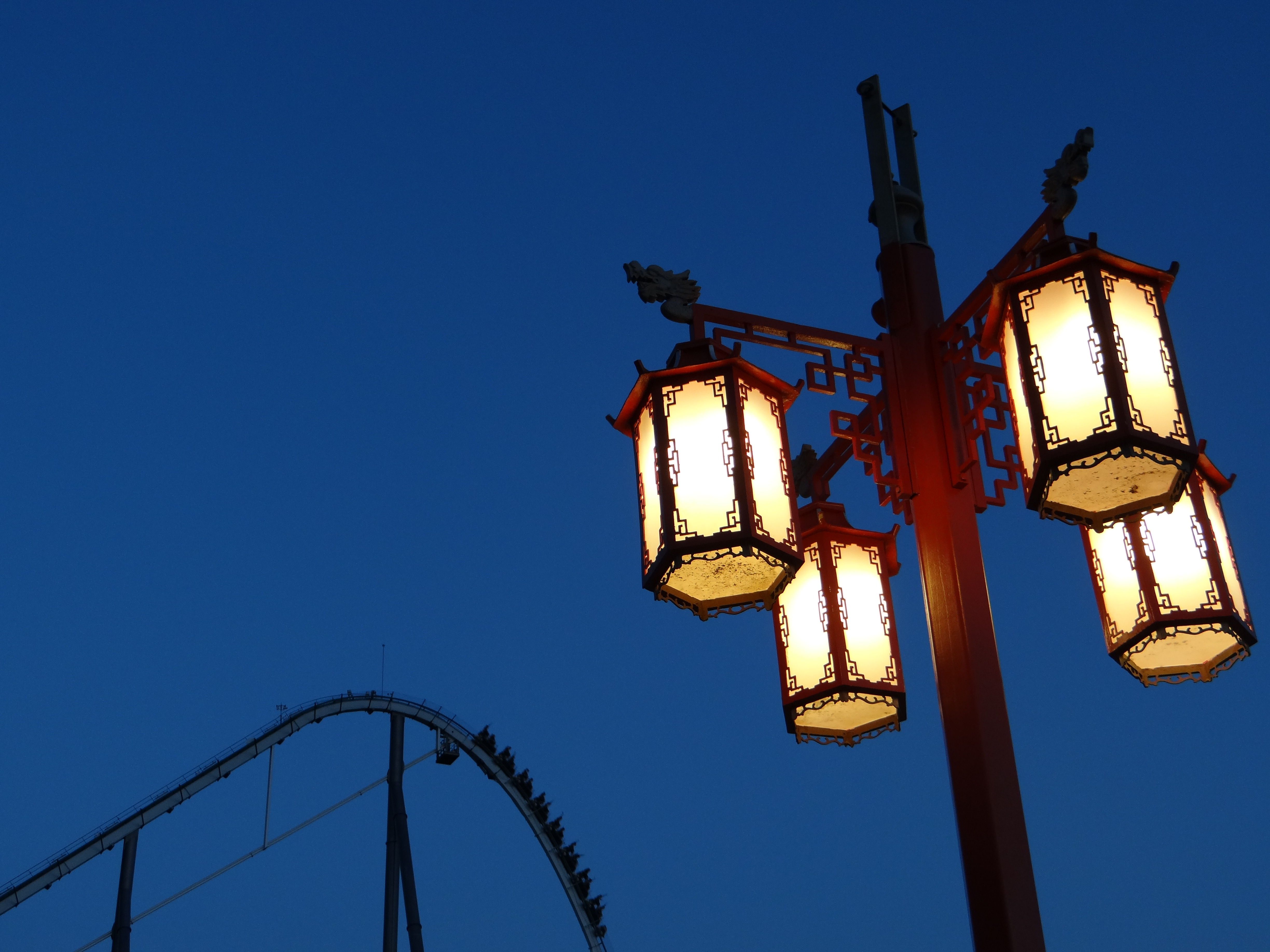
Dragon Khan y Shambhala subiendo la cremallera.
- Shambhala en la noche.
- Primera bajada de Shambhala.
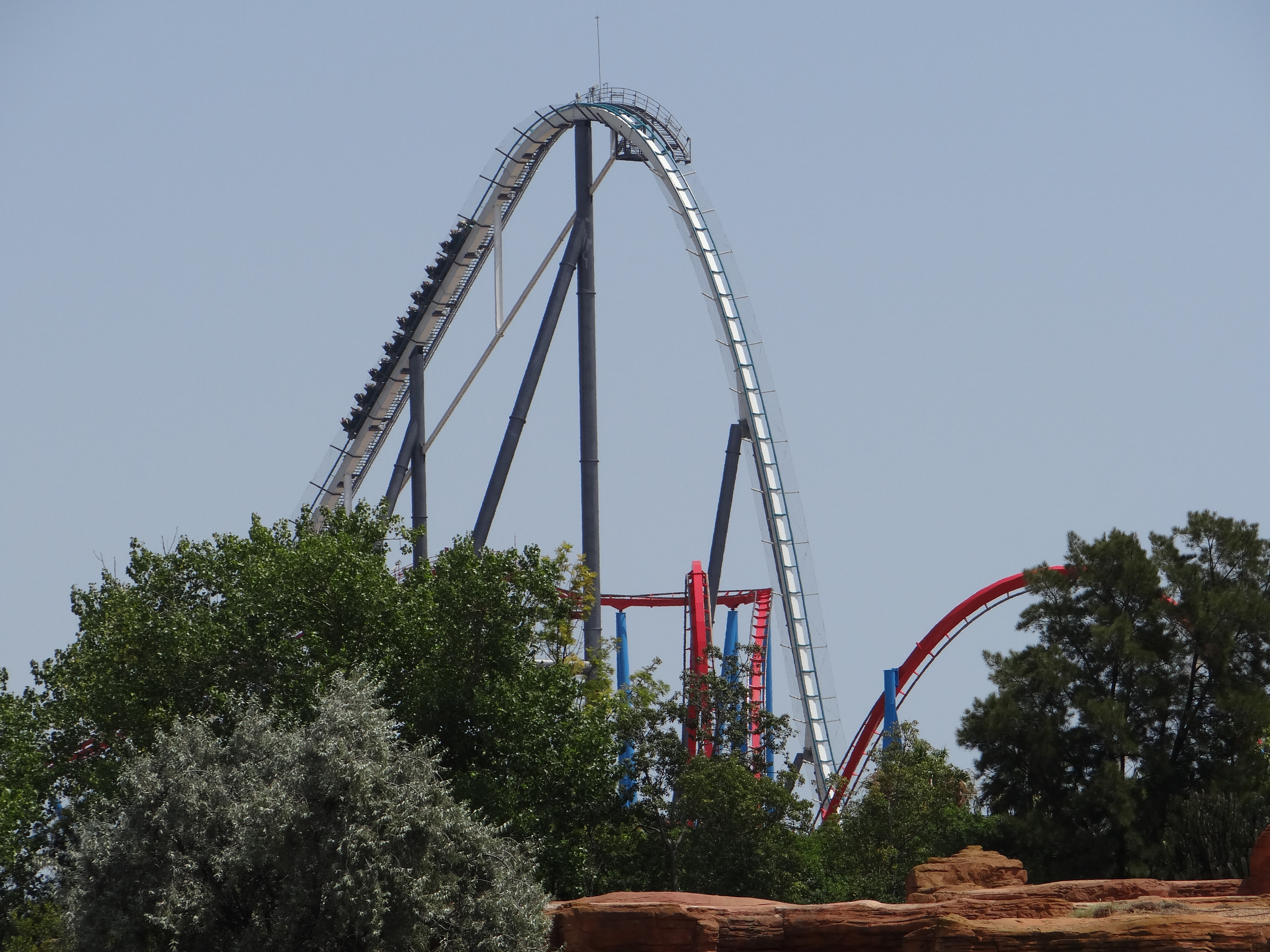
Shambhala visto desde la zona de Mediterrania.
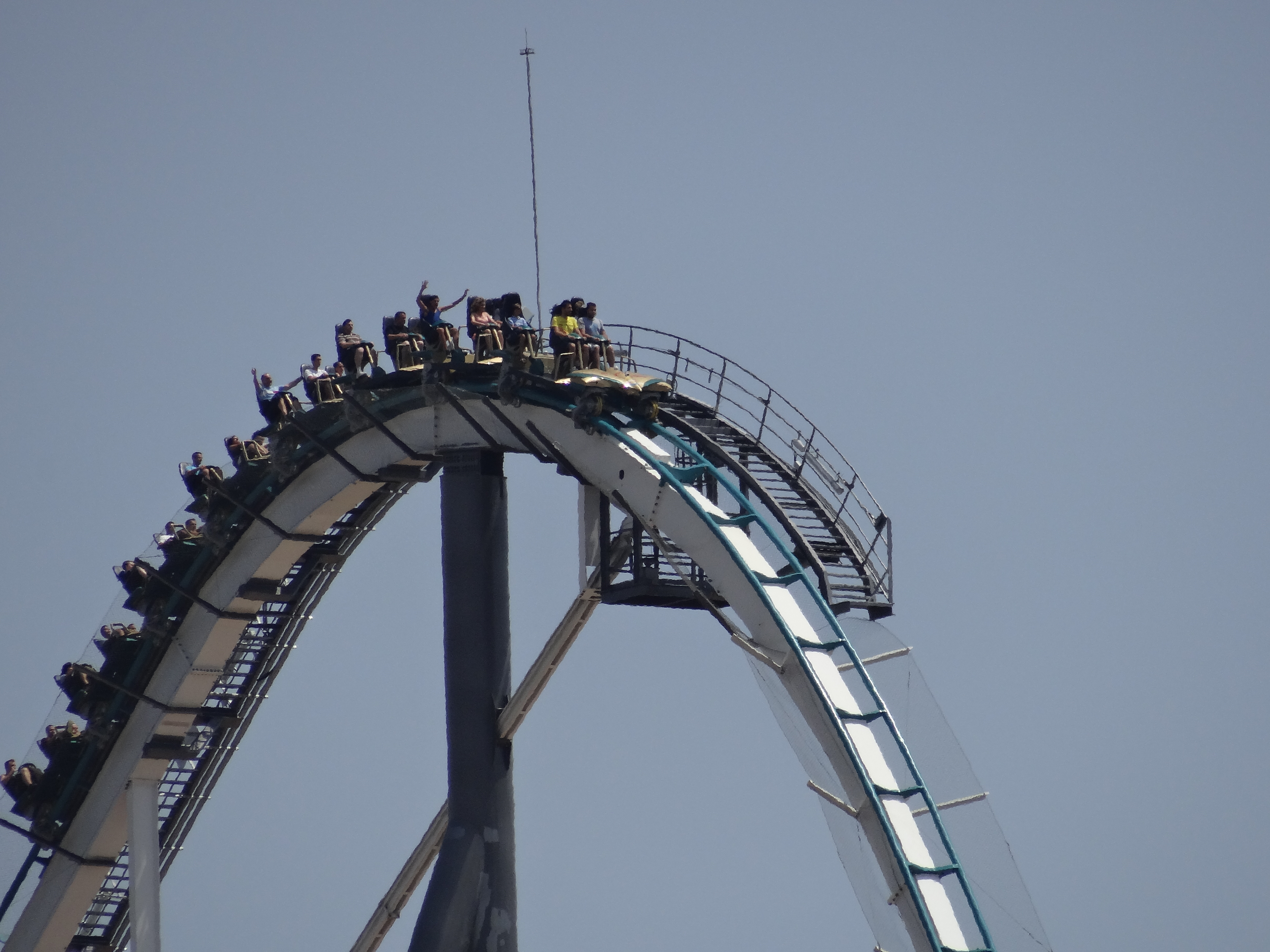
El tren llegando a la cima.
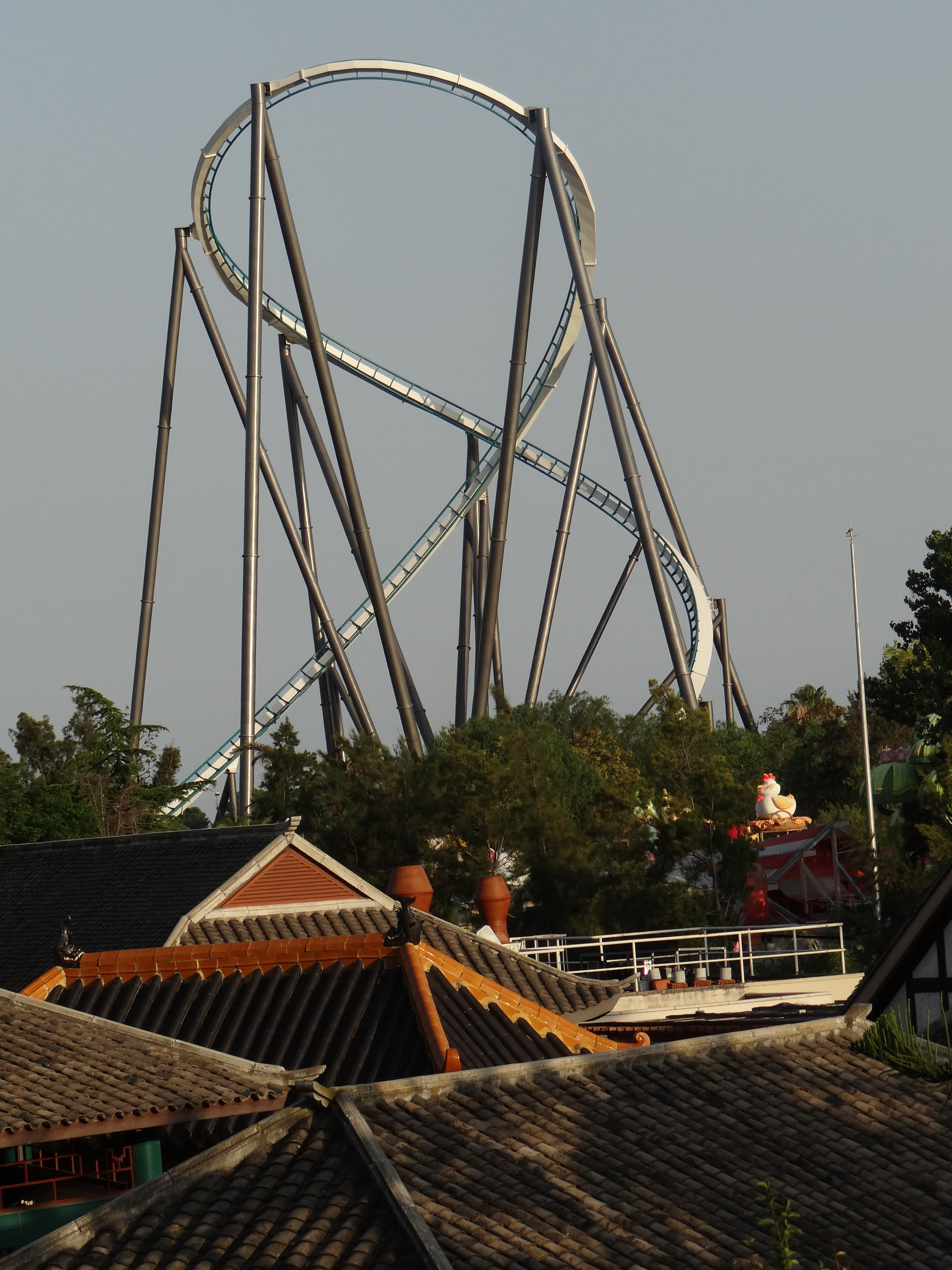
Hélice, conocido por B&M como amspersand.
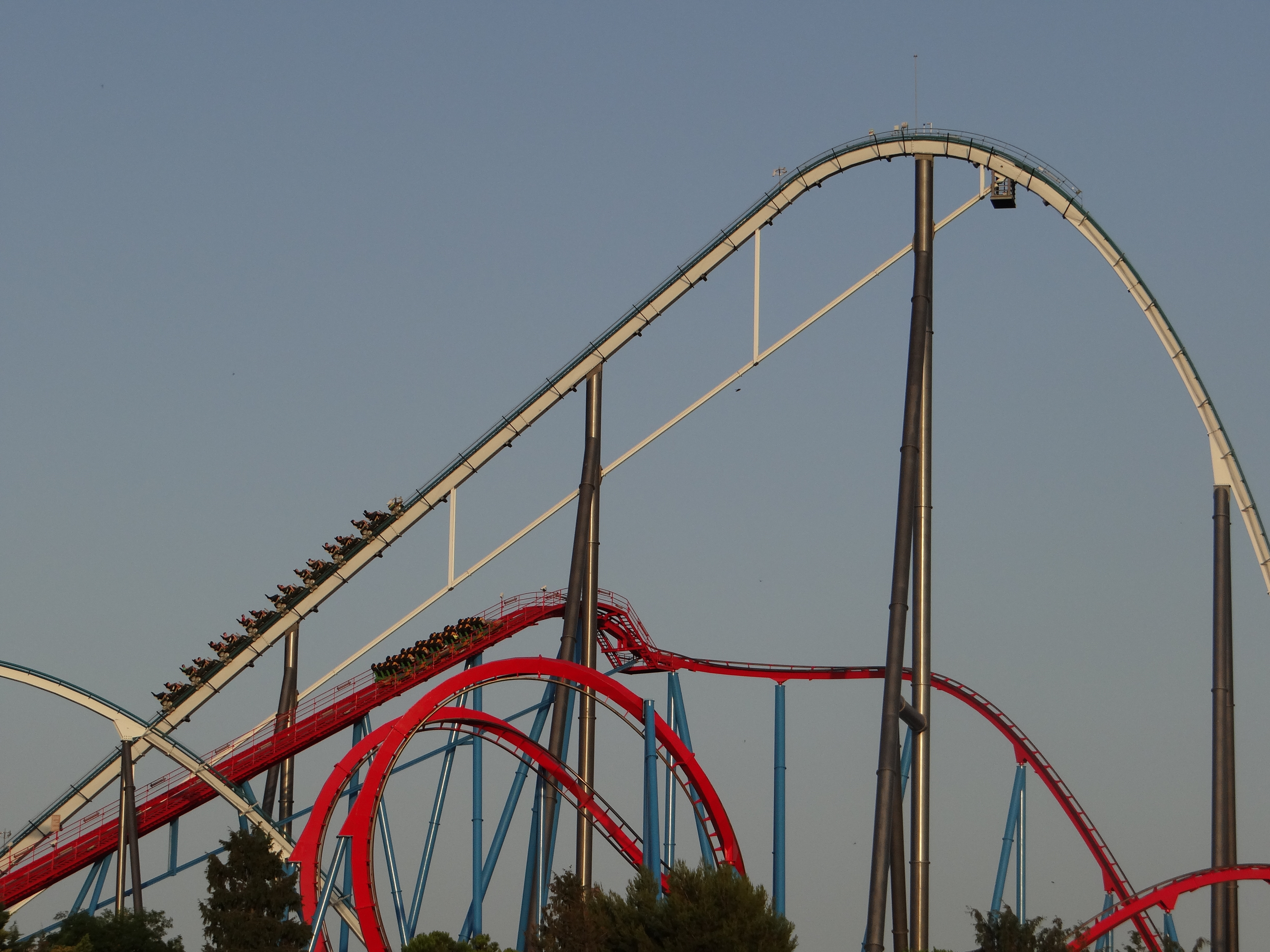
Dragon Khan y Shambhala subiendo a lo alto.
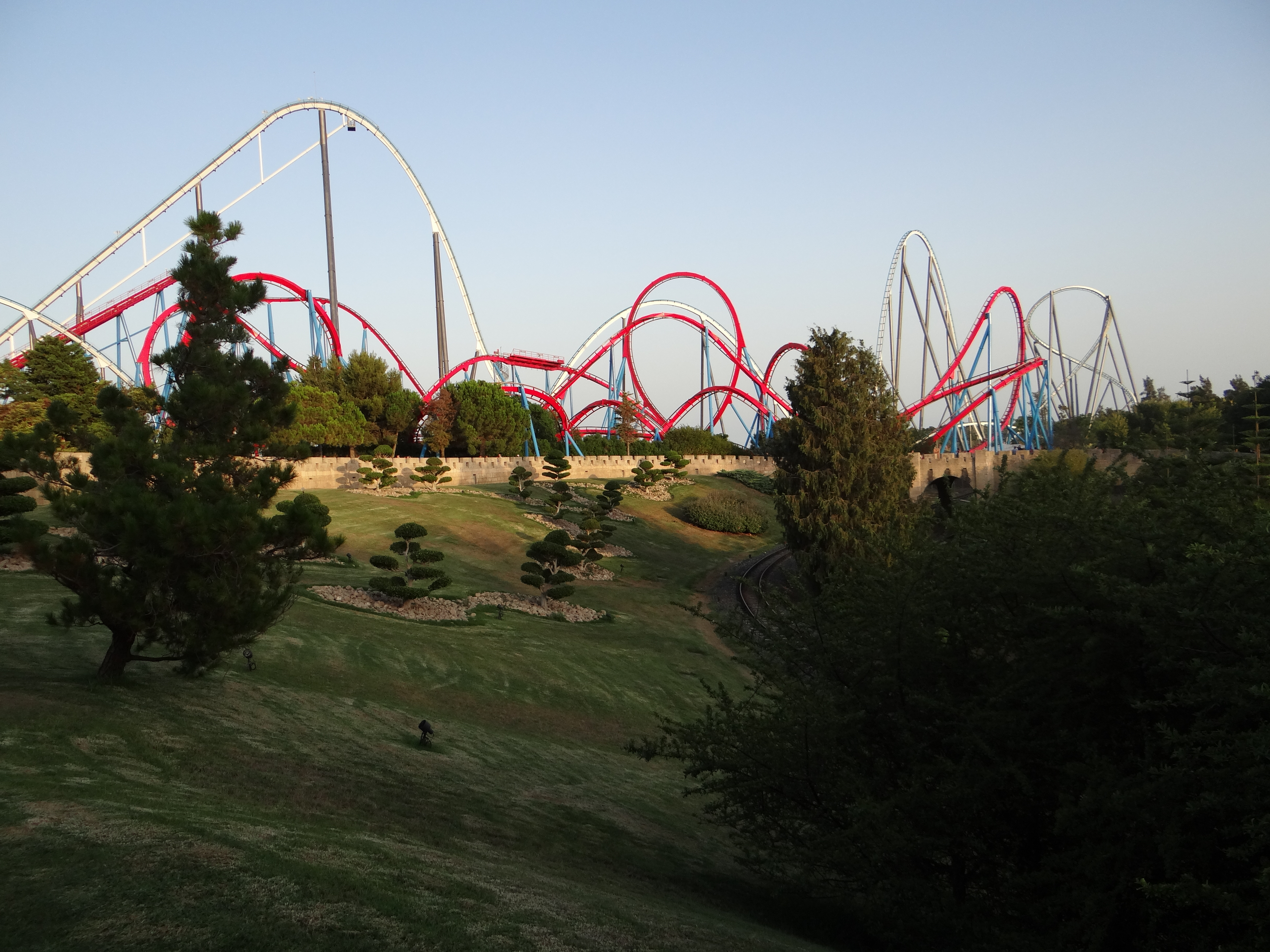
Gran Muralla china con Dragon Khan y Shambhala de fondo.
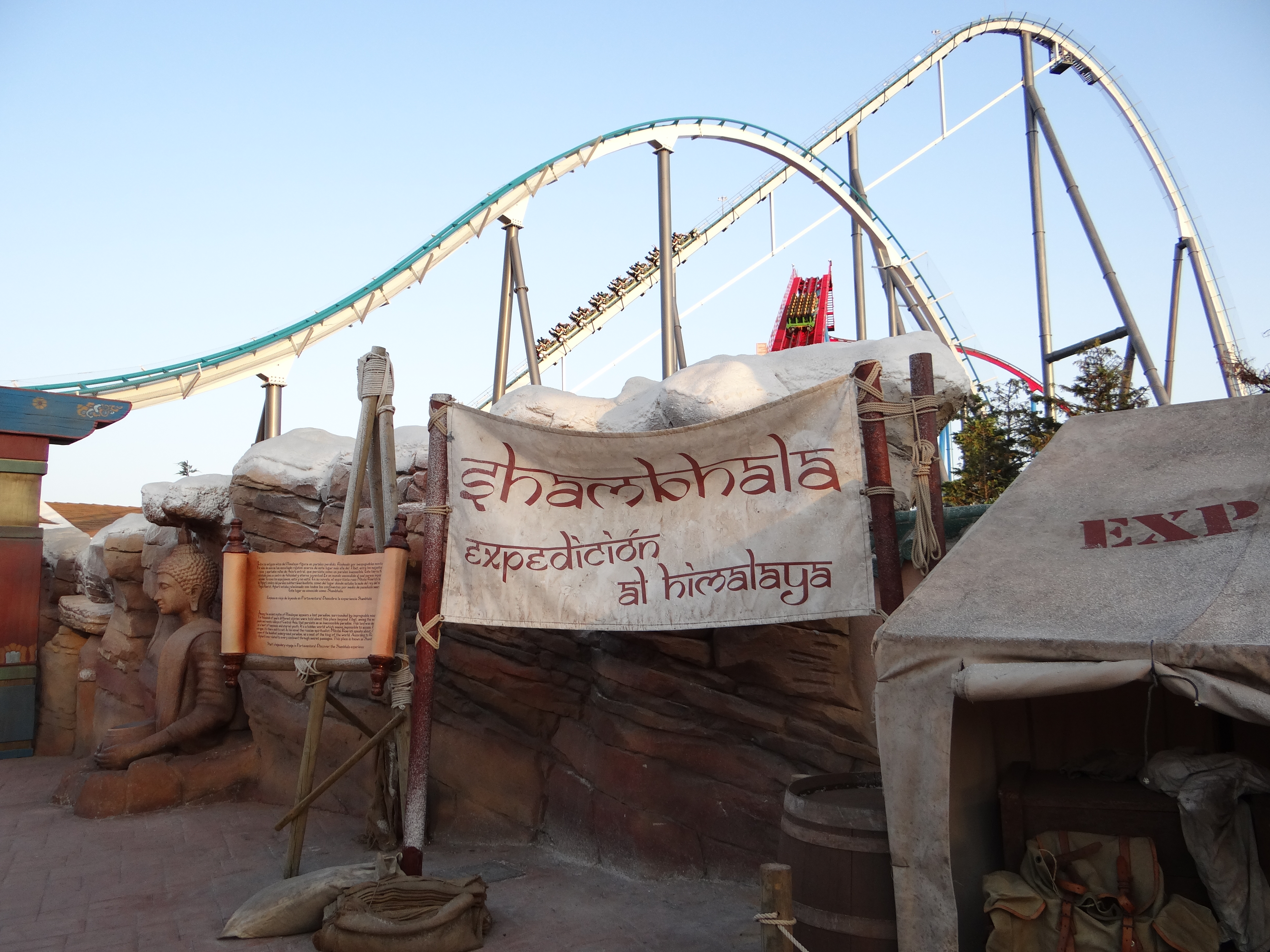
Campamento a la entrada de la miniland.
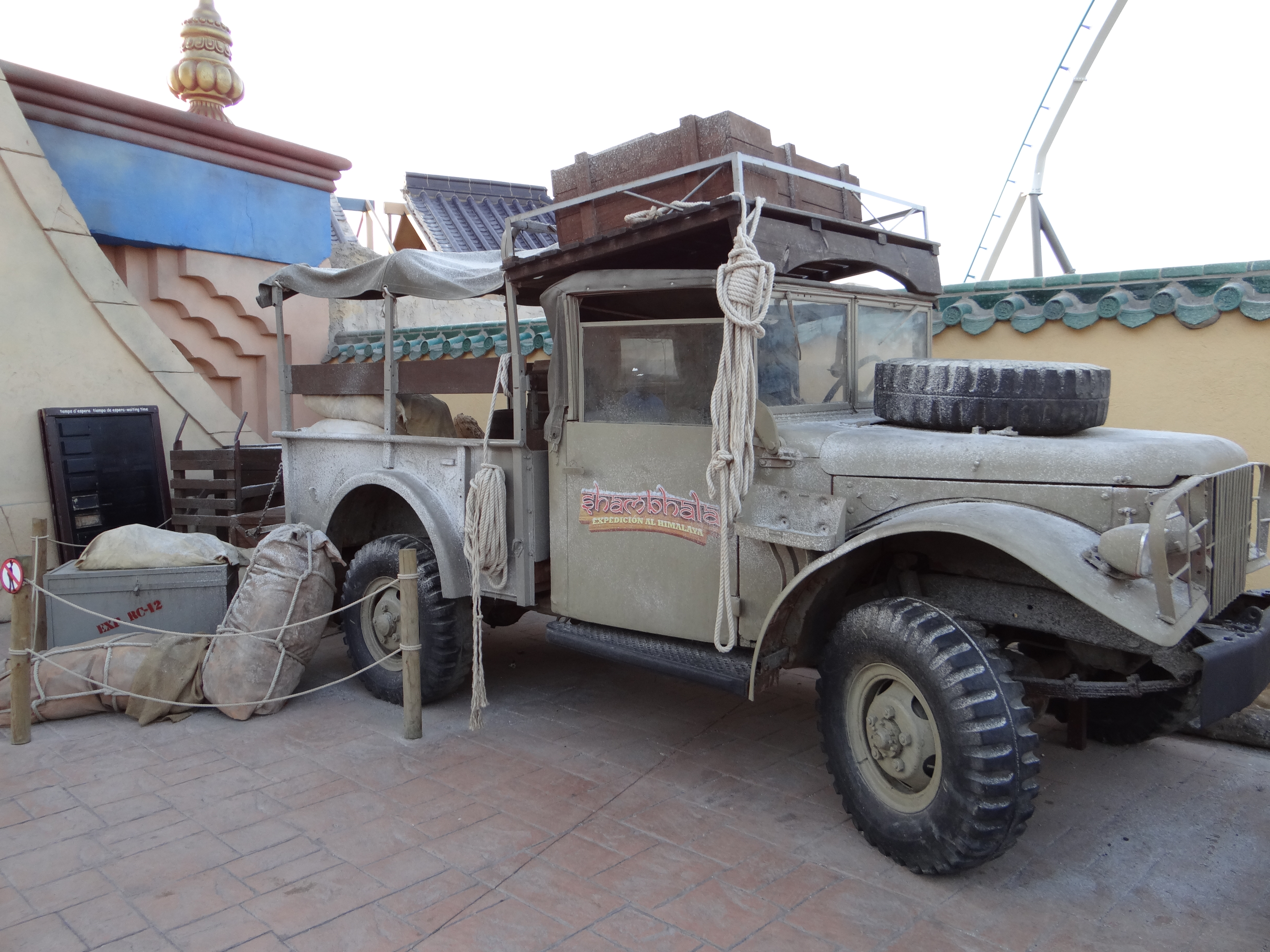
Jeep a la entrada de la miniland.
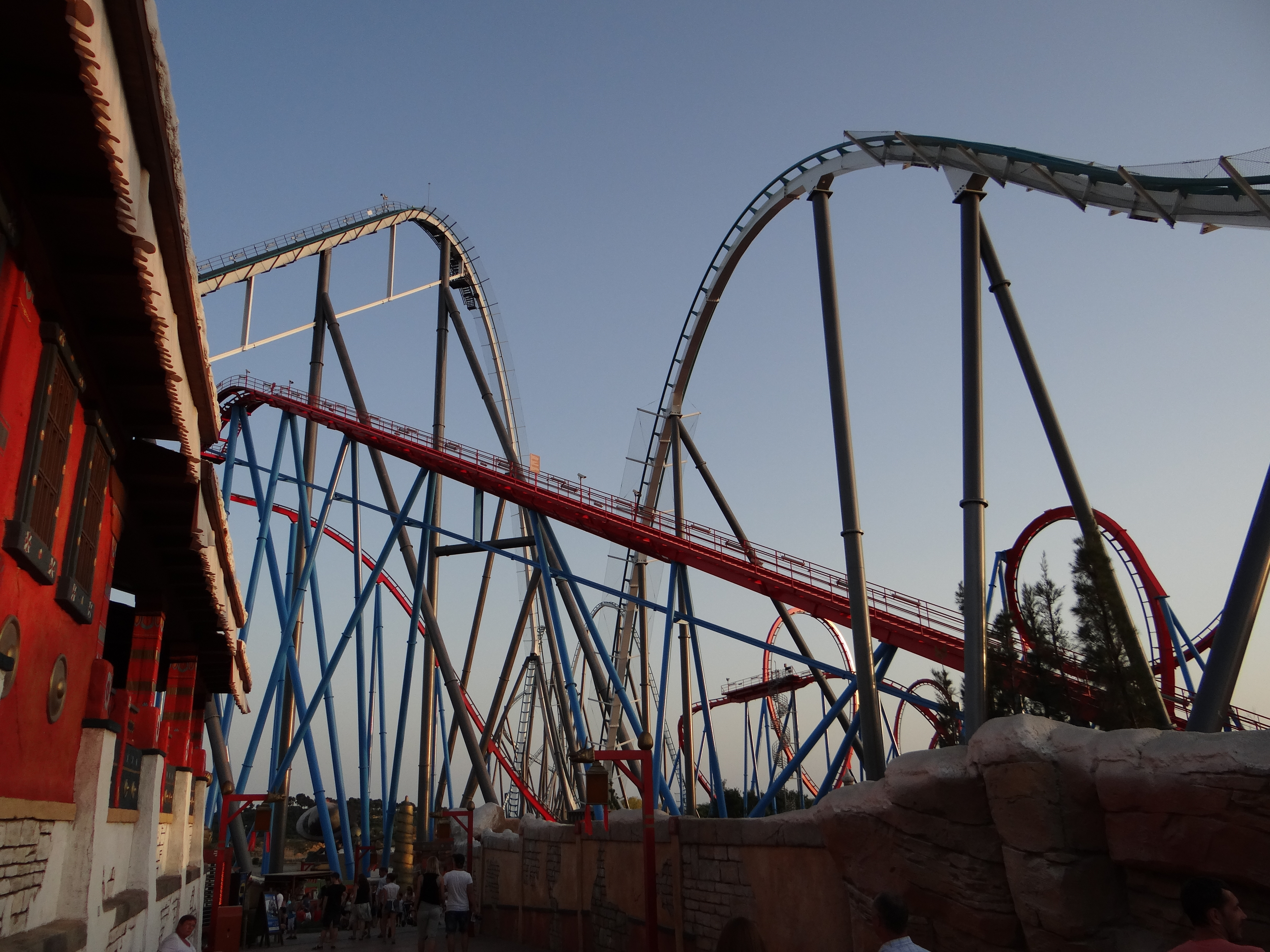
Dragon Khan y Shambhala de cerca.
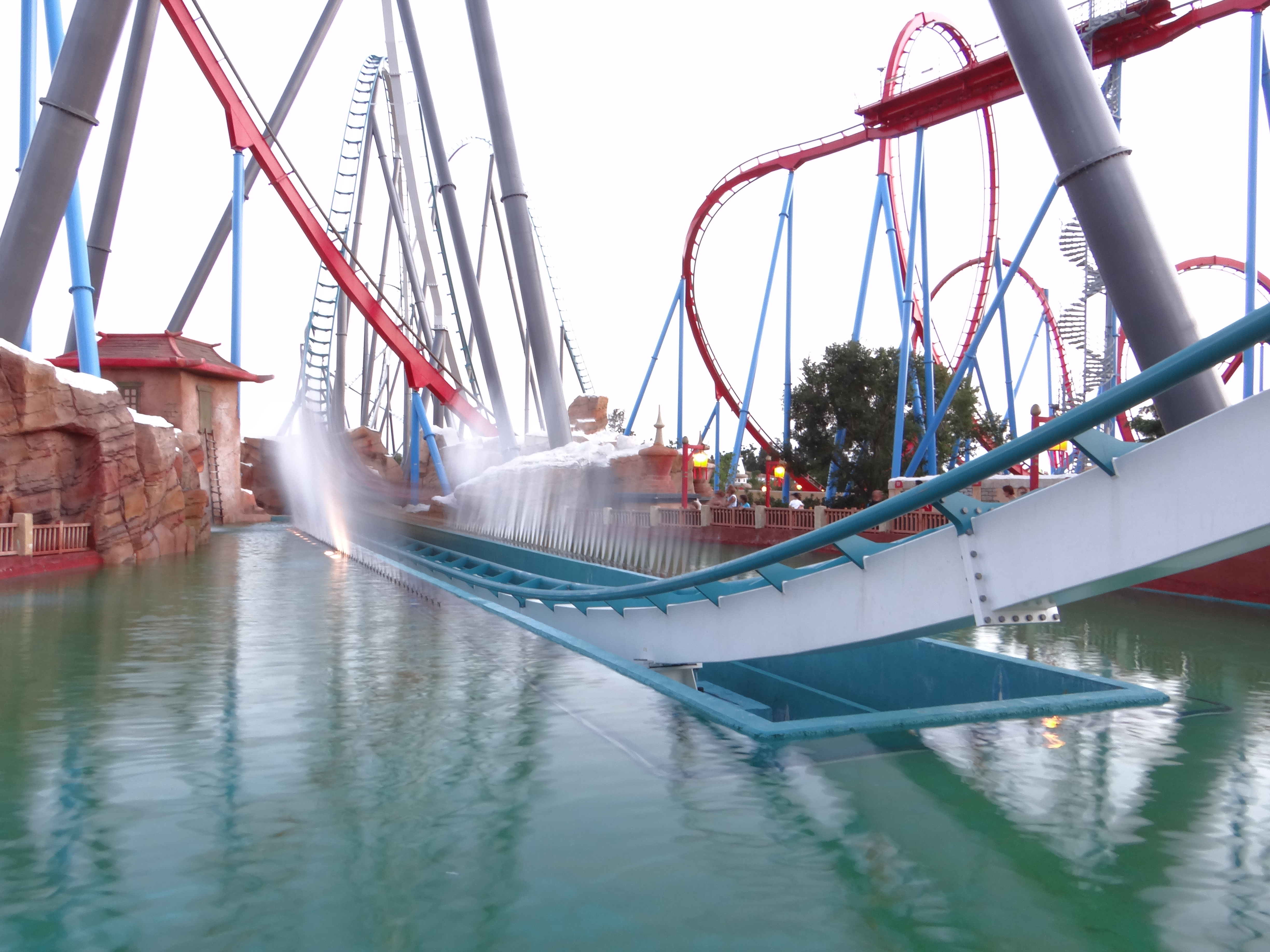
El splash de Shambhala.
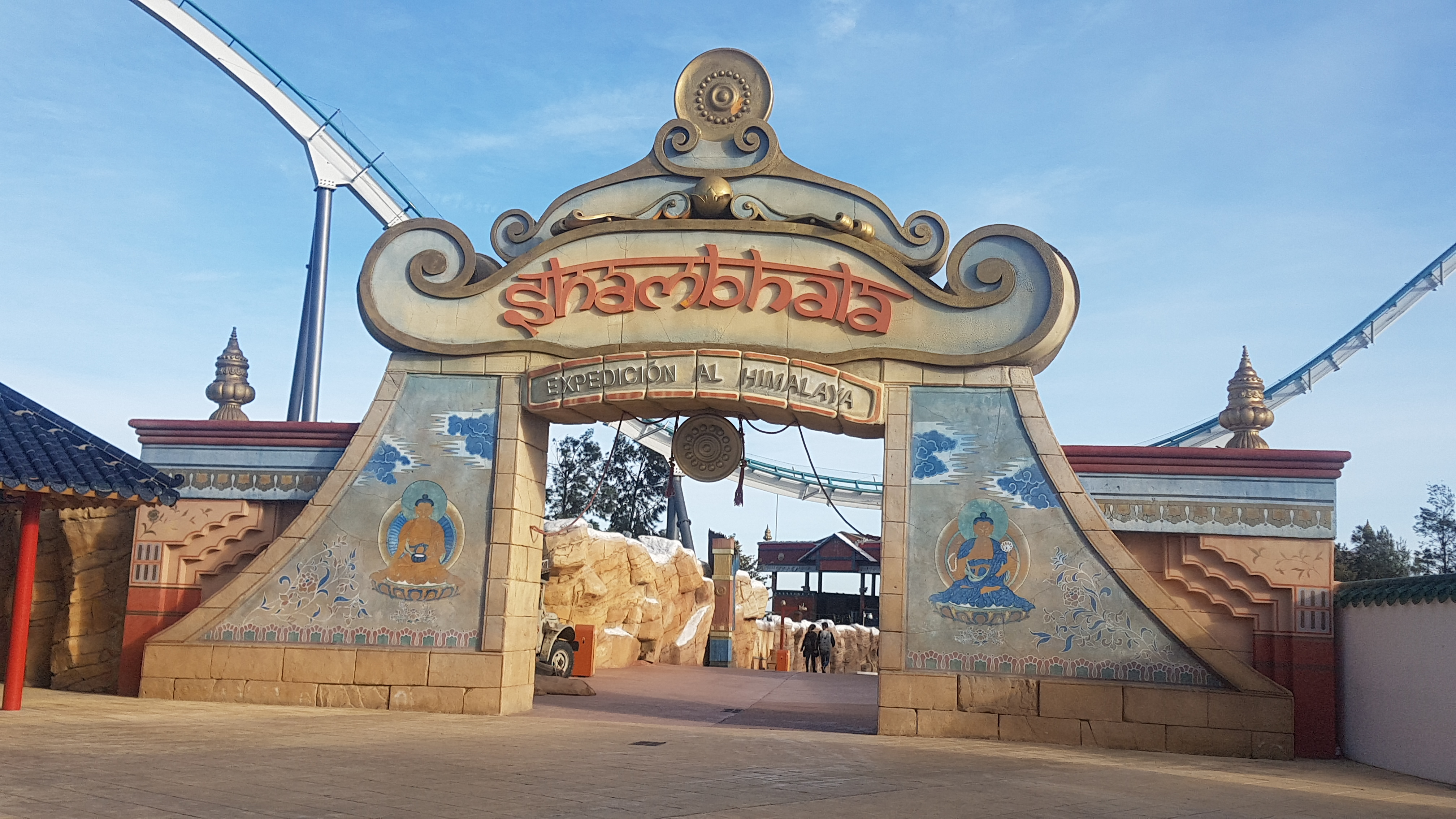
Entrada a Shambhala.
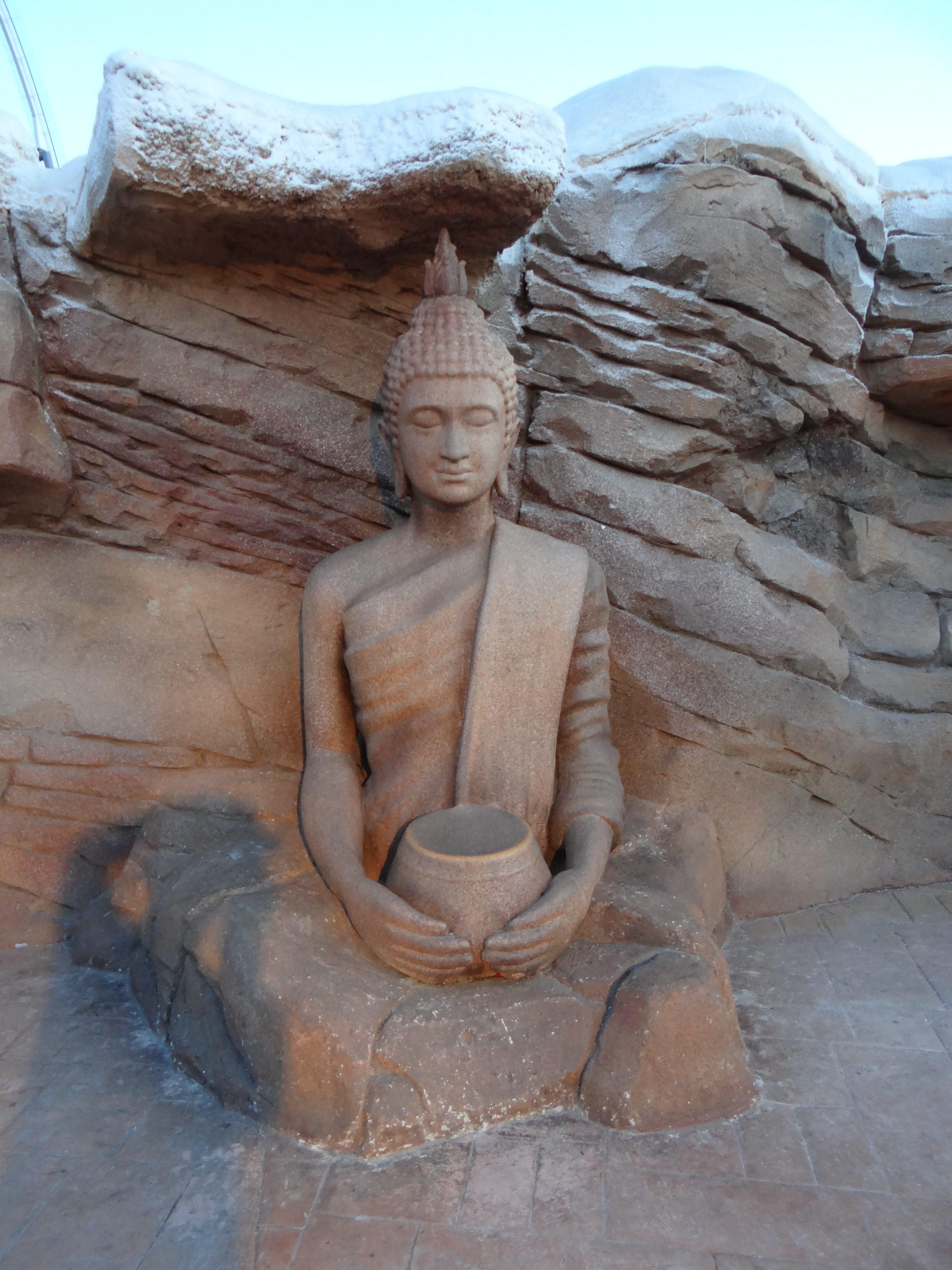
Tematización en la miniland.
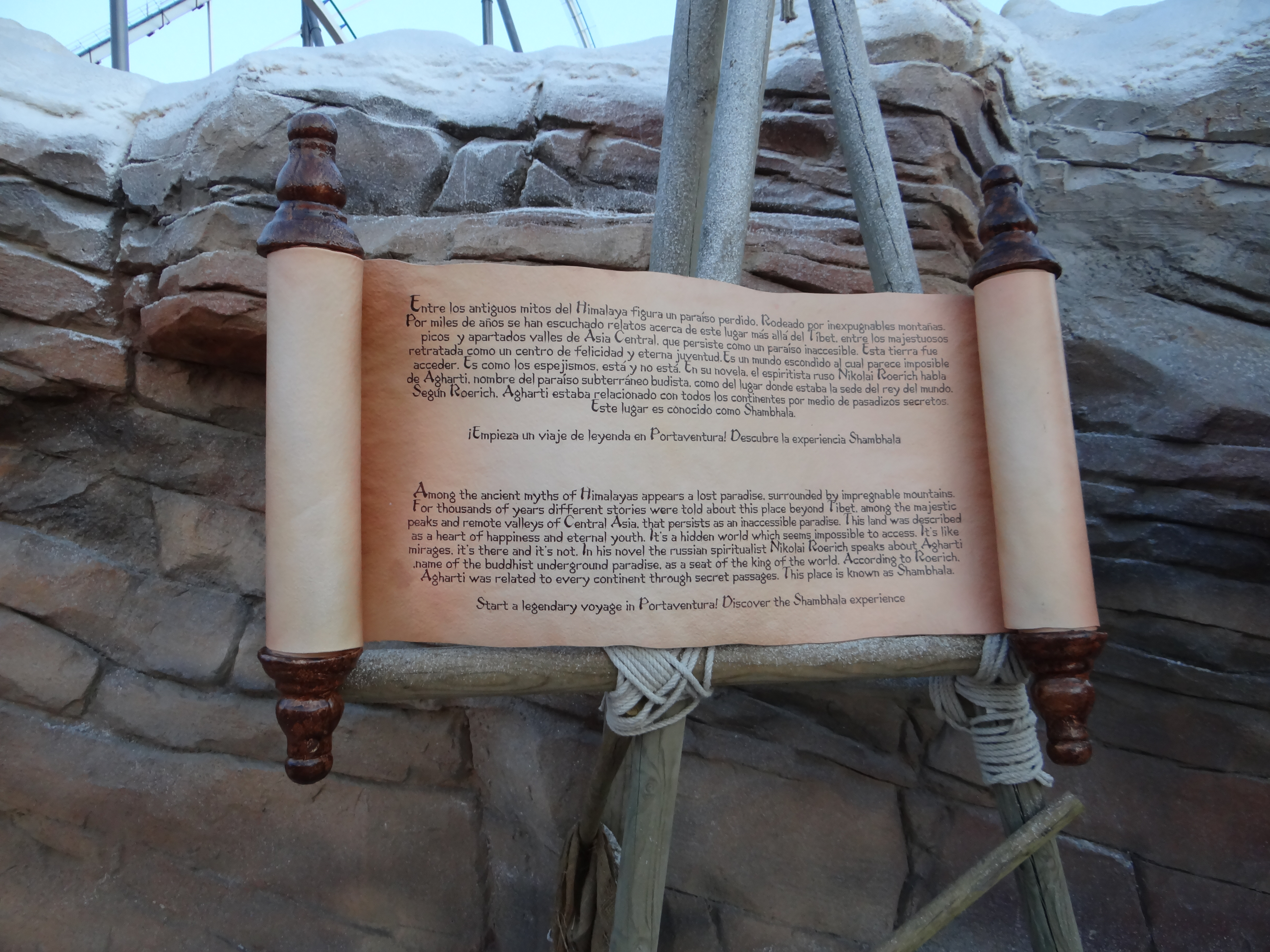
Historia de Shambhala contada en un pergamino del campamento.
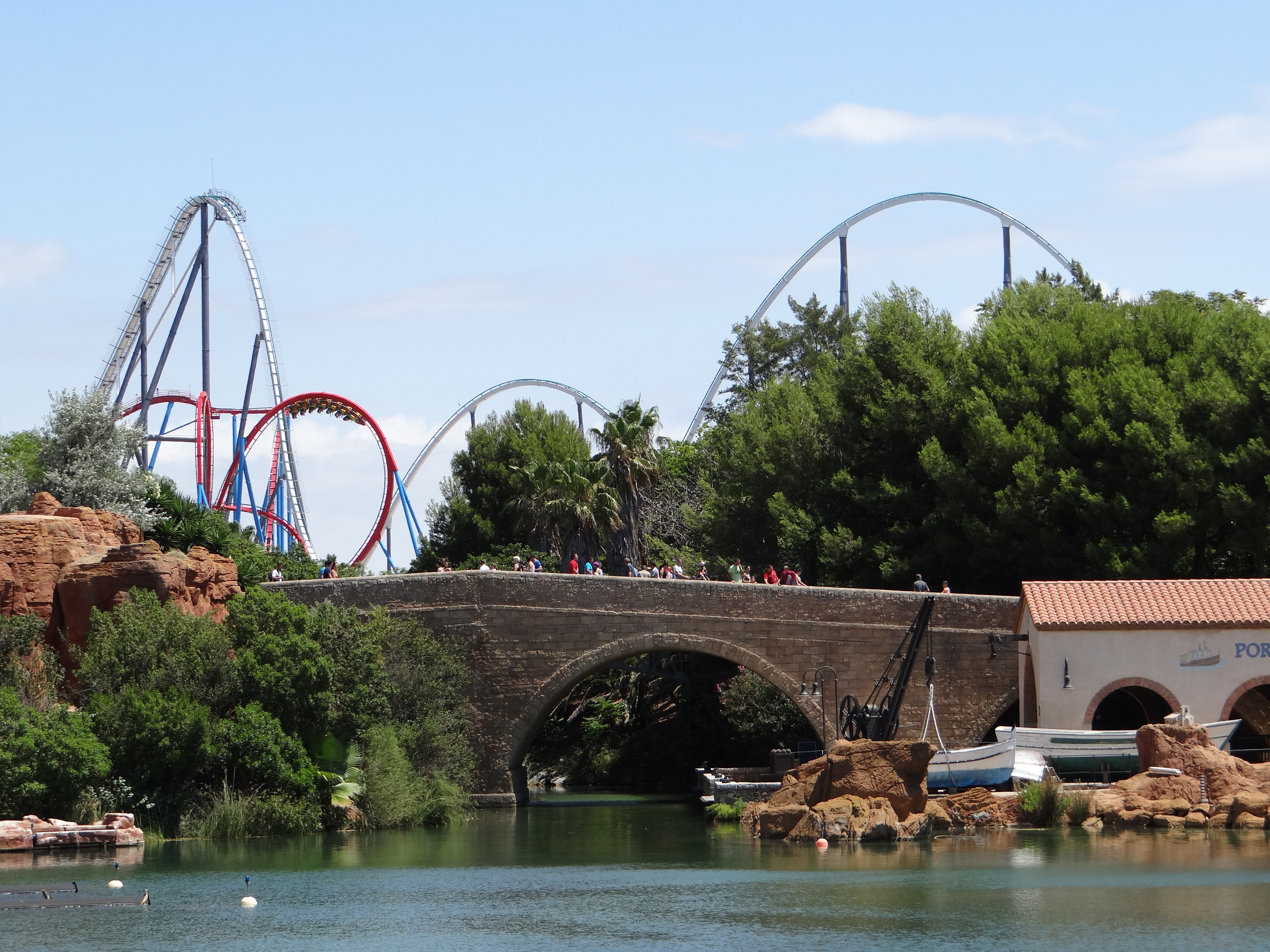
Shambhala y Dragon Khan desde la Mediterrania.
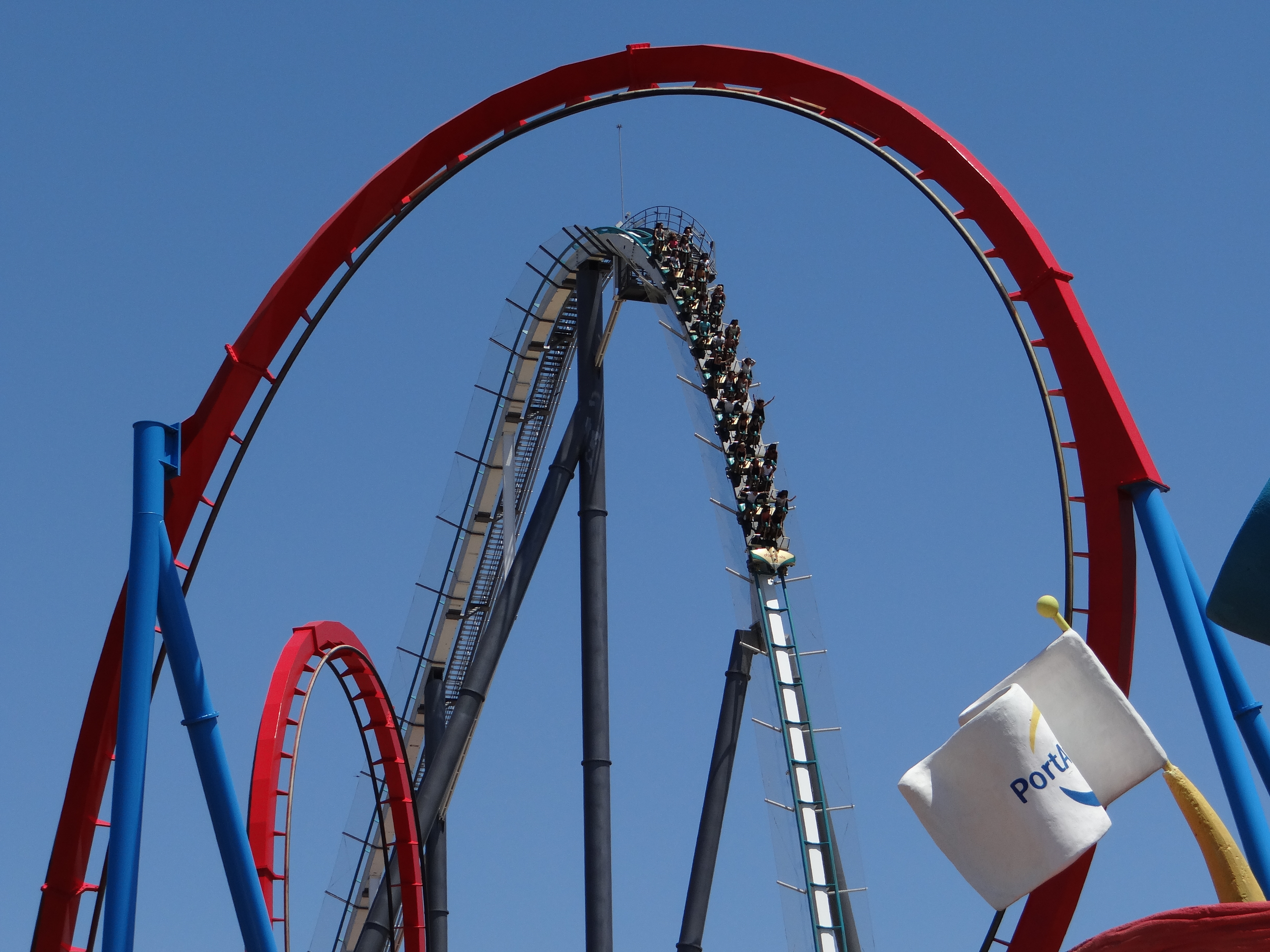
Dive loop del Dragon Khan y la bajada de Shambhala.
- Video del splash de Shambhala.

### Atracciones de PortAventura Park
- Furius Baco
- Dragon Khan
- Grand Canyon Rapids
- Hurakan Condor
- Stampida
- Tomahawk
- El Diablo - El tren de la mina
- Silver River Flume
- Ferrocarril Tour
- Tutuki Splash
- Tami-Tami
- Sea Odyssey (Actualmente llamada Dino Escape 4D)
- Templo del Fuego
- Fumanchú (Cerrada actualmente)